# Paramacrolobium coeruleum
Genre
Espèce
Classification phylogénétique
Paramacrolobium coeruleum est une espèce de plantes à fleurs dicotylédones de la famille des Fabaceae, sous-famille des Caesalpinioideae, originaire d'Afrique. C'est l'unique espèce acceptée du genre Paramacrolobium (genre monotypique).

## Synonymes
Selon The Plant List (26 novembre 2018) :
- Macrolobium coeruleoides De Wild.
- Macrolobium dawei Hutch. & Burtt Davy
- Vouapa coerulea Taub.